# Dillons Run (Virginia Occidental)
Dillons Run es un área no incorporada ubicada en el condado de Hampshire (Virginia Occidental), Estados Unidos. Está registrada en el Servicio Geológico de Estados Unidos con fecha de entrada del 1 de septiembre de 1993.
El número de identificación asignado por el Sistema de Información de Nombres Geográficos es 1556760.

## Geografía
Se encuentra a una altitud de 330 m s. n. m. (1083 pies) según el Servicio Geológico.